# Espergærde
Espergærde este un oraș în Danemarca.